# Airlines Tonga

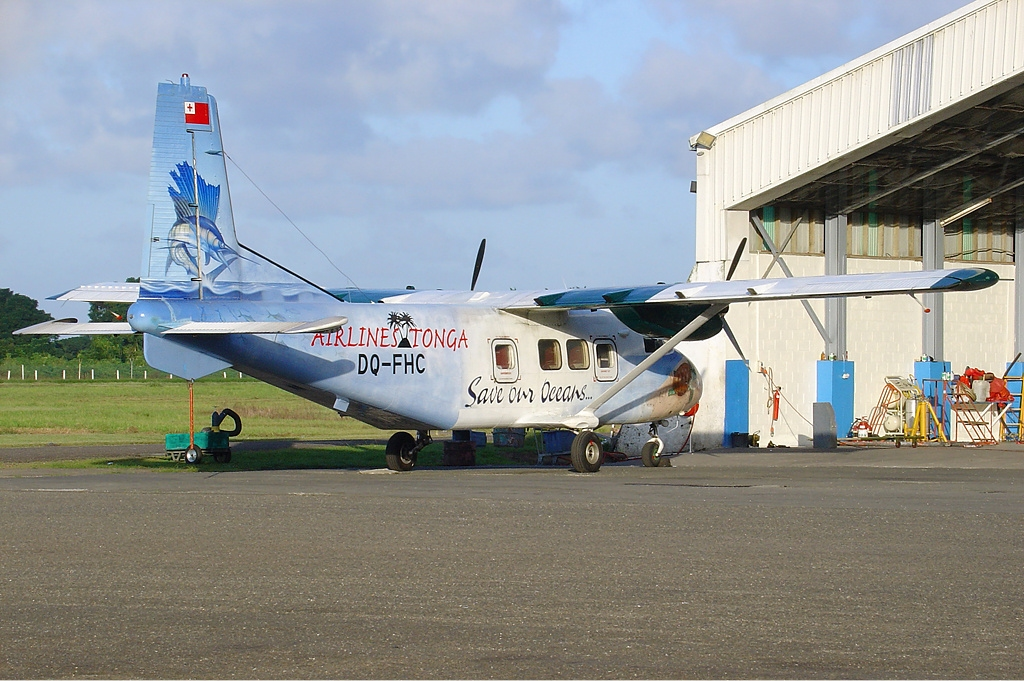
Harbin Y-12 d'Airlines Tonga

Airlines Tonga est une compagnie aérienne des Tonga, fondée en 2005. Affrêtée par Air Fiji, elle pallie la liquidation de Royal Tongan Airlines.
Sa devise est : "Serving the Kingdom" (servir le royaume).
Airlines Tonga Air Fiji Ltd est une coentreprise entre la compagnie intérieure des Fidji et un des agents de voyage des Tonga, Teta Tours Ltd.
Le 23 août 2008, Airlines Tonga cessa temporairement toute activité, expliquant qu'elle ne pouvait faire face aux prix accrus du carburant.